# Władysław Żytkowicz
Władysław Żytkowicz (ur. 15 stycznia 1907 w Kościelisku, zm. 22 kwietnia 1977 w Hartford) – polski narciarz (biegacz narciarski i skoczek), olimpijczyk, żołnierz Polskich Sił Zbrojnych na Zachodzie.

## Życiorys
Był członkiem klubu SN PTT Zakopane. Starty rozpoczął jako biegacz narciarski w wieku 16 lat, w 1923 roku. Pierwsze sukcesy zaczął odnosić w 1926 roku, wygrywając m.in. seniorskie zawody w skokach narciarskich w zawodach na Krokwi. 
W kolejny latach startował w zawodach o randze mistrzostw Polski w skokach narciarskich, biegach oraz kombinacji norweskiej. W mistrzostwach Polski w skokach, rozgrywanych na Wielkiej Krokwi w 1927 roku zdobył srebrny medal, zajmując piąte miejsce (za Józefem Lankoszem, trzecim w zawodach), a w 1928 roku - medal brązowy, zajmując miejsce czwarte (zawody wygrał Bronisław Czech). W 1931 roku zdobył dwa srebrne medale: w kombinacji norweskiej oraz w biegu sztafetowym. W 1927 roku startował również w zawodach zagranicznych: w konkursach skoków w Pontresinie, Klosters i Arosie w Szwajcarii oraz biegowych zawodach FIS w Cortina d’Ampezzo we Włoszech. 

Jesienią 1927 roku został włączony do kadry Polski na Zimowe Igrzyska Olimpijskie 1928 w St. Moritz, gdzie miał startować w biegu patrolowym. Zawody odbyły się 12 lutego 1928 roku, a polska reprezentacja zajęła w nich 7. miejsce. W tej konkurencji startował ponownie na 
Zimowych Igrzyskach Olimpijskich 1936 w Garmisch-Partenkirchen, gdzie Polacy zajęli 9. miejsce. Z międzynarodowych startów Żytkowicza warto odnotować zwycięstwo w Mistrzostwach Rumunii w 1929 roku (na zawody składały się: biegi na 15 i 30 km oraz konkurs skoków).
Władysław Żytkowicz ukończył Centralny Instytut Wychowania Fizycznego w Warszawie. Pracował w Zakopanem, organizując m.in. wczasy dla członków Pocztowego Przysposobienia Wojskowego. Podczas II wojny światowej przez Węgry i Rumunię przedostał się na Bliski Wschód, gdzie wstąpił w szeregi Samodzielnej Brygady Strzelców Karpackich, walcząc w bitwie o Tobruk (1941). Następnie, już w szeregach 3 Dywizji Strzelców Karpackich walczył pod Monte Cassino (1944). Po wojnie osiadł w Wielkiej Brytanii, a następnie przeniósł się do Stanów Zjednoczonych, gdzie zmarł.